# Campanularia groenlandica
Campanularia groenlandica är en nässeldjursart som beskrevs av Levinsen 1893. Campanularia groenlandica ingår i släktet Campanularia och familjen Campanulariidae. Inga underarter finns listade i Catalogue of Life.